# Segovina
Segovina is een plaats in de gemeente Ludbreg in de Kroatische provincie Varaždin. De plaats telt 51 inwoners (2001).